# Потиевский, Виктор Александрович
Виктор Александрович Потиевский (27 марта 1937, Москва — март 2022, там же) — советский и российский писатель — натуралист, поэт, учёный, журналист, общественный деятель, издатель и переводчик, доктор исторических наук. Главный редактор газеты «Интеллект-творчество». Директор книжного издательства «Барс». Создатель уникального издательского проекта «Энциклопедия в лицах».

## Биография
Родился в Москве 27 марта 1937 года. Образование — высшее педагогическое, техническое, военное. Писал книги о войне и разведке, о природе и диких животных, книги сказок и стихов. Жил в Москве. С 2004 года выпущены «Авиационная энциклопедия в лицах», «Ислам в России», «Боевые искусства в России», «Природно-любительская и рыболовно-охотничья энциклопедия в лицах», «Отечественная медико-техническая наука», «Отечественная геодезия, топография и картография» и другие. Вышло в свет уже 18 энциклопедий. Издательством «Барс» готовится к выпуску ряд энциклопедий, посвящённых выдающимся личностям в других областях деятельности. Новое издание «Авиационной энциклопедии в лицах» должно было выйти в свет в конце 2021 года.
Скончался в марте 2022 года.

## Творчество
Его повести и рассказы из жизни зверей, широко печатавшиеся в журналах и газетах в советский период, в «Роман-газете» и других изданиях, принесли писателю известность как исследователю и защитнику мира зверей, российской природы. Особого внимания заслуживает исторический роман «Всадник» (2002) о маршале Маннергейме. Созданию романа предшествовала большая научная работа по исследованию жизни и деятельности этой неоднозначной исторической личности. Роман издан также и на финском языке. В. А. Потиевский — автор более 40 книг художественной прозы и поэзии. Кроме собственных книг, автор более 30 книг поэтических переводов с финского, удмуртского, а также карачаевского, осетинского, чеченского и других языков народов Кавказа.

## Звания
- Доктор исторических наук
- профессор, академик Международной академии фундаментального образования (МАФО).
- действительный член Петровской академии Наук и Искусств (Санкт-Петербург).
- действительный член (академик) Российской академии естественных наук (РАЕН).
- Член исполкома Международного сообщества писательских союзов (Москва).
- член Президиума Совета Писательских Союзов России (Санкт-Петербург).
- Заслуженный работник культуры России и Карелии.
- Член Союза писателей СССР с 1971 года.
- Член Союза журналистов СССР с 1971 года.
- Почетный член Всероссийского общества охраны природы с 1978 года.
- Почетный член ассоциации «Росохотрыболовсоюз».
- Почётный член Российского межрегионального союза писателей (Санкт-Петербург).
- Академик и профессор Академии русской словесности и изящных искусств им. Г. Р. Державина (Санкт-Петербург).

## Награды
- Международный экологический орден «Зелёный Крест».
- Золотое перо Руси (2014 г, военно-патриотическая номинация) — за исторический роман «Всадник» о маршале Финляндии Карле-Густаве Маннергейме.

## Книги
- «Огненная ловушка.» Повесть о лосе. «Карелия». Тир. 50 000. 1984
- «Большой Уг.» Повесть о лосе. «Карелия». Тир. 50 000. 1985.
- «Мага уводит стаю». Повесть о волках. Тир. 50 000. «Карелия». 1986.
- «Ночная тропа». Повесть о рыси. «Карелия». Тир. 100 000. 1987.
- «Законы старого вожака». Повести и рассказы из жизни диких зверей. М. «Современник». Тир. 50 000. 1988.
- «Мага уводит стаю». Повести о жизни зверей. Тир. 50 000. «Карелия». 1989.
- «Утёс белой совы». Сказка для взрослых и детей. М. «Известия» Тир. 100 000. 1984.
- «Мёртвое ущелье». Повесть. «Барс». Тир. 100 000. 1992.
- «Ёжик Тим и ёжик Том». Сказка для малышей. Тир. 50 000 экз. «Барс». 1995.
- «Остров чёрной кобры». Роман-трилогия. М. МВД РФ. Тир. 20 000. 1998.
- «Истина и танки войны», 2002 (посвящена 200-летнему юбилею МВД РФ. Это повесть, написанная на документальном материале, о генерал-лейтенанте милиции, докторе юридических наук В. В. Лукьянове).
- «Всадник» (2002), «Всадник времени» (название изменено при переиздании в 2007 г): исторический роман о маршале Маннергейме.

Поэтические книги:
- «На грани». Стихи. «Карелия». 1965. Петрозаводск.
- «Лунная скала». Стихи. «Карелия». 1968. Петрозаводск.
- «Часовой». Стихи. «Молодая гвардия». 1969. Москва.
- «Зачарованный лес». Стихи. Карелия. 1971. Петрозаводск.
- «Лесное эхо». Стихи. Карелия. 1979. Петрозаводск.
- «Серебряные травы». Стихи. «Современник». 1984. Москва.
- «Лесной ключ». Стихи (однотомник). «Карелия». 1987. Петрозаводск.